# 拉讷维尔乌塞
拉讷维尔乌塞（法語：La Neuville-Housset，法語發音：[la nøvil usɛ]）是法国上法蘭西大區埃纳省的一个市镇，属于韦尔万区。

## 地理
拉讷维尔乌塞（49°47'29"N, 3°43'43"E）面积4.99 平方千米，位于法国上法蘭西大區埃纳省，该省份为法国北部内陆省份，北起北部省，西接索姆省和瓦兹省，东临阿登省和马恩省，西南至塞纳-马恩省，东北部与比利时接壤。
与拉讷维尔乌塞接壤的市镇（或旧市镇、城区）包括：贝尔朗库尔、沙蒂永莱松、舍韦讷、乌塞、马尔方丹、马尔勒。

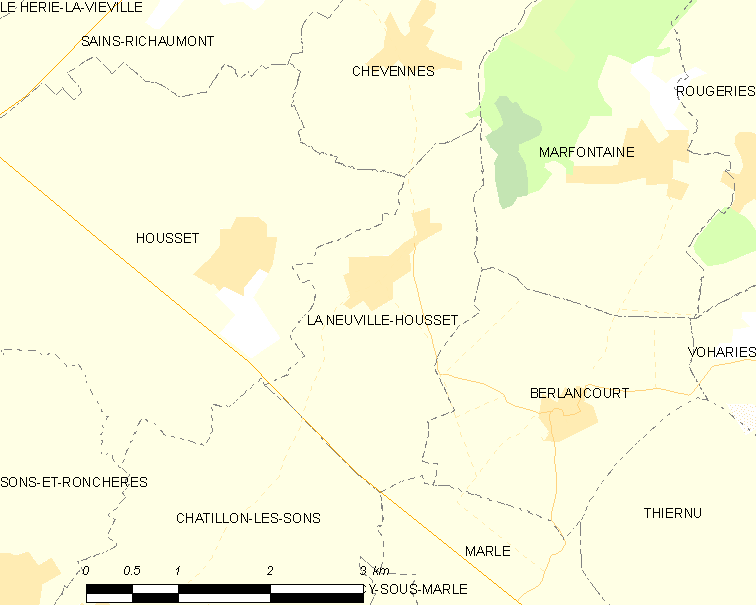
拉讷维尔乌塞的OSM定位图

拉讷维尔乌塞的时区为UTC+01:00、UTC+02:00（夏令时）。

## 行政
拉讷维尔乌塞的邮政编码为02250，INSEE市镇编码为02547。

## 政治
拉讷维尔乌塞所属的省级选区为马尔勒县。

## 人口

1962-2008年间拉讷维尔乌塞人口变化图示

拉讷维尔乌塞于2022年1月1日时的人口数量为63人。